# 인크레더블 (래퍼)
인크레더블(Incredivle, 본명: 정현태, 1993년 11월 17일 ~ )은 대한민국의 힙합 래퍼이다. 《Show Me The Money 4》에 출연하여 대중들에게 이름을 알렸다. 한림연예예술고등학교에서 실용무용과의 비보잉 전공을 했다고 알려졌다.

## 그룹 및 단체 음반
- 《Show Me The Money 4》 Episode 1 (with 이노베이터, 슈퍼비)

- 《Show Me The Money 4》 Episode 4 (with 지누션, 타블로 of 에픽하이)

## 참여 음반
- 블락비 바스타즈 - 《품행제로》
- 이하이 - 《Seoulite》